# Bon-Bon (cuento)
Bon-Bon es un cuento cómico de Edgar Allan Poe, publicado por primera vez en diciembre de 1832 en el Saturday Courier de Filadelfia. Originalmente titulada El negocio perdido (en inglés: The Bargain Lost), sigue a Pierre Bon-Bon, quien se considera un profundo filósofo, y su encuentro con el diablo. El humor de la historia se basa en el intercambio verbal entre ambos, que satiriza a filósofos clásicos como Platón y Aristóteles. El diablo revela que se ha comido las almas de muchos de estos filósofos.
La historia, que recibió elogios moderados, fue presentada originalmente por Poe con el título El negocio perdido y fue su entrada a un concurso de escritura. Aunque ninguno de los cinco cuentos que presentó ganó el premio, el Courier los publicó todos, posiblemente sin pagarle a Poe por ellos. Esta primera versión de la historia tiene muchas diferencias con respecto a las versiones posteriores, que Poe publicó por primera vez como Bon-Bon en 1835.

## Argumento
Pierre Bon-Bon es un conocido chef francés y dueño de un restaurante, conocido tanto por sus tortillas como por sus filosofías metafísicas. El narrador lo describe como un hombre profundo y de genio, como lo sabía incluso su gato. Bon-Bon, que tiene "inclinación por empinar el codo", está bebiendo alrededor de la medianoche en una noche nevada de invierno cuando oye una voz. La reconoce como la del mismísimo diablo, que se le aparece entonces con un traje negro al estilo del siglo pasado (aunque no se especifica la época en la que transcurre la historia), y que le queda un poco pequeño. Lleva gafas verdes, un estilete detrás de una oreja y un gran libro negro en el bolsillo del pecho.
Los dos conversan y Bon-Bon presiona al diablo para que hablen de filosofía. Espera "sonsacarle algunas importantes ideas éticas" que pueda publicar para hacerse famoso. Bon-Bon se entera de que el diablo nunca ha tenido ojos, pero está convencido de que su visión es mejor y "más penetrante" que la suya. El diablo puede ver los pensamientos de los demás y, como él mismo dice, "mi vista es el alma".
Los dos comparten varias botellas de vino hasta que Bon-Bon no puede hablar sin hipar. El diablo, que explica que come almas, da una larga lista de filósofos famosos que ha devorado y su valoración del sabor de cada uno de ellos. Bon-Bon sugiere que su propia alma está calificada para un estofado o un suflé y se lo ofrece a su visitante a un precio económico. El diablo se niega después de que Bon-Bon le da una palmada en la espalda, diciendo que no puede aprovecharse su estado de ebriedad "repugnante e indigno de un caballero". Cuando el diablo se va, Bon-Bon intenta arrojarle una botella, pero la lámpara de hierro que cuelga sobre él se suelta y lo golpea en la cabeza, dejándolo postrado.

## Análisis
Al igual que muchos de los primeros cuentos de Poe, Bon-Bon fue, como escribió Poe, "pensado como mitad broma, mitad sátira"  y explora los intentos de sobrevivir a la muerte. Poe se burla de la pretenciosidad de los eruditos al hacer que su personaje haga referencias a autores clásicos griegos y latinos, sólo para escuchar que sus almas han sido devoradas. La comedia en la historia es verbal, basada en giros de frase, eufemismos divertidos y nombres absurdos.
La palabra "bonbon" proviene de la palabra francesa bon, "bueno", y se utiliza a menudo para describir comestibles dulces. Poe también recurre a la antigua tradición griega de referirse al alma como pneuma, una llama interna que convierte el alimento en una sustancia que pasa a la sangre. Como dice el narrador: "No estoy seguro, en realidad, de que [Bon-Bon] discrepase mucho de los chinos, los cuales sostienen que el alma se encuentra en el estómago. En todo caso, pensaba él, tenían razón los griegos, que empleaban la misma palabra para designar la mente y el diafragma".
Entre las víctimas del diablo se encuentran Platón, Aristófanes, Catulo, Hipócrates, Quintiliano y probablemente François Marie Arouet (el verdadero nombre de Voltaire). Mientras Bon-Bon ofrece su propia alma, el diablo estornuda, haciendo referencia a un momento anterior en la historia cuando el diablo dice que los hombres disipan las malas ideas estornudando.

## Recepción crítica
Un editorial del Saturday Courier agradeció a Poe por enviar las historias. El autor, presumiblemente el editor Lambert A. Wilmer (1805-1863), agregó que "hemos leído estos cuentos, cada sílaba, con el mayor placer, y en cuanto a originalidad, riqueza de imágenes y pureza de estilo, pocos autores estadounidenses han producido algo superior en nuestra opinión". Un crítico del Winchester Republican escribió: "Bon-Bon del Sr. Poe es una obra bastante única y atrevida". William Gwynn, editor del periódico Baltimore Gazette, escribió que la historia "sostiene la reputación bien establecida del autor como un escritor que posee un rico genio imaginativo y un estilo libre, fluido y muy feliz".

## Publicación

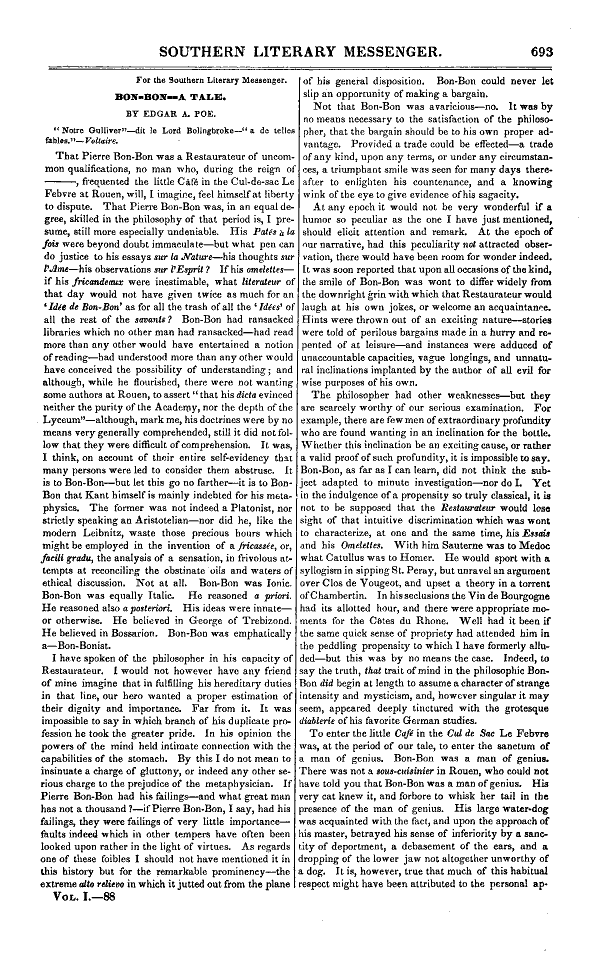
Primera publicación bajo el título Bon-Bon—A Tale, Southern Literary Messenger, agosto de 1835.

Poe presentó Bon-Bon al Saturday Courier bajo el título El negocio perdido como entrada a un concurso de escritura. Poe también presentó otros cuatro cuentos: Metzengerstein, El duque de L'Omelette, Cuento de Jerusalén y Una pérdida decidida. Aunque ninguno de sus relatos ganó el premio de 100 dólares, los editores del Courier quedaron tan impresionados que publicaron todos los cuentos de Poe en los meses siguientes.
El negocio perdido se publicó el 1 de diciembre de 1832. No está claro si Poe cobró por su relato. Había varias diferencias entre esta versión y las posteriores: originalmente, el personaje principal se llamaba Pedro García, su encuentro no era con el diablo sino con uno de sus mensajeros, y la historia tenía lugar en Venecia en lugar de Francia. El texto original incluía la línea "Era una noche oscura y tormentosa" (It was a dark and stormy night) como homenaje a Edward Bulwer-Lytton. La línea fue eliminada en ediciones posteriores.
Poe retituló el cuento como Bon-Bon—A Tale cuando se volvió a publicar en el Southern Literary Messenger en agosto de 1835. Posteriormente se publicó en Cuentos de lo grotesco y arabesco en 1845.
El epígrafe original que precede a la historia era de Como gustéis de William Shakespeare : "El filósofo pagano, cuando tenía ganas de comer una uva, abría los labios al llevársela a la boca, queriendo decir con ello que las uvas estaban hechas para comer y los labios para abrirse". La versión final de la historia de Poe tenía un epígrafe más largo en verso de Les Premiers Traits de l'erudition universelle (Las características más importantes de la sabiduría universal) del barón Bielfeld:

Quand un bon vin meuble mon estomac

je suis plus savant que Balzac,

plus sage que Pibrac;

mon bras seul faisant l’attaque

de la nation cossaque

la mettroit au sac;

en dormant dans son bac;

j’irois au fier Eac,

sans que mon cœur fit tic ni tac,

présenter du tabac.
Cuando un buen vino llena mi estómago,

soy más sabio que Balzac,

más sesudo que Pibrac;

atacando solo mi brazo

a la nación cosaca,

la pasaría a saco

durmiendo en su barca;

iría al feroz Éaco

sin que mi corazón vacilase

a ofrecerle tabaco.: 65 